# Cucullia alfarata
Cucullia alfarata är en fjärilsart som beskrevs av John Kern Strecker 1898. Cucullia alfarata ingår i släktet Cucullia och familjen nattflyn. Inga underarter finns listade i Catalogue of Life.